# Soilwork
Soilwork je švedski melodični death metal sastav iz Helsingborga.

## Povijest sastava
Sastav su krajem 1995. osnovali Björn Strid i Peter Wichers pod imenom Inferior Breed, no iduće godine uzimaju sadašnje ime. Svoj debitantski studijski album Steelbath Suicide objavljuju u svibnju 1998., a širu popularnost stekli su trećim, A Predator's Portrait objavljenog 2001. godine. Kroz sastav je prošlo mnogo članova, te su iz originalne postave ostali samo Strid i Wichers, s tim da je Wichers zbog iscrpljenosti i osobnih razloga napustio sastav 2005., no vratio se 2008. Do sada su objavili devet studijskih albuma, s tim da su na novijim počeli uvoditi elemente drugih žanrova, te su prihvatili melodičniji zvuk.

## Članovi sastava
Sadašnja postava
- Björn "Speed" Strid – vokal (1995.-)
- David Andersson – gitara (2012.–)
- Sylvain Coudret – gitara (2008.–)
- Sven Karlsson – klavijature (2001.-)
- Bastian Thusgaard – bubnjevi (2017.-)

## Diskografija
Studijski albumi
- Steelbath Suicide (1998.)
- The Chainheart Machine (2000.)
- A Predator's Portrait (2001.)
- Natural Born Chaos (2002.)
- Figure Number Five (2003.)
- Stabbing the Drama (2005.)
- Sworn to a Great Divide (2007.)
- The Panic Broadcast (2010.)
- The Living Infinite (2013.)
- The Ride Majestic (2015.)
- Verkligheten (2019.)
- Övergivenheten (2022.)

## Vanjske poveznice
- Službena stranica